# Charles Dillon Perrine
Charles Dillon Perrine, född 28 juni 1867 i Steubenville i Ohio, död 21 juni 1951, var en amerikansk astronom.
Perrine var ursprungligen köpman, men ägnade sig sedan åt astronomin, och blev 1901 astronom vid Lickobservatoriet, samt var från 1909 chef för observatoriet i Córdoba, Argentina. Perrine har upptäckt 8 nya kometer samt Jupiters månar Himalia och Elara. Han har dessutom bland annat studerat stjärnfördelningen i stjärnhopar samt förändringar I Algol.

## Eftermäle
Nedslagskratern Perrine på månens baksida och asteroiden 6779 Perrine är uppkallade efter honom.